# Число Воббе
Число Воббе газообразного топлива (низшее или высшее) — отношение объемной (соответственно, низшей или высшей) теплоты сгорания к корню квадратному из относительной плотности газообразного топлива (то есть из отношения его плотности к плотности воздуха при стандартных условиях):
{\displaystyle W_{OB,OH}={Q_{\mathrm {B,H} }^{\mathrm {P} } \over {\sqrt {\rho _{\Gamma }/\rho _{\mathrm {B} }}}}} [МДж/м3]
Это число характеризует постоянство теплового потока, получаемого при сжигании газа. Газы c одинаковым числом Воббе при равном давлении истечения обычно могут использоваться один вместо другого без замены горелки или форсунки; этот показатель не охватывает таких характеристик, как возможность обратного удара пламени. При подводе газов с разными числами Воббе к одной горелке газ с меньшим числом Воббе должен подводиться при большем давлении.